# マカリウ
マカリウ（ウクライナ語: Мака́рів、ロシア語: Мака́ров）は、ウクライナのキーウ州ブチャ地区にある都市型集落である。以前はマカリウ地区の行政中心であったが、この地区は2020年のウクライナにおける行政区分改革の一部として解散された。集落の人口は2021年時点で9,589人で、2001年の12,042人から減少している。

## 歴史
ユダヤ人コミュニティが住み、ハシディズムのマカロフ王朝（マカリウはイディッシュ語でマカロフと発音される）。

## 2022年ロシアのウクライナ侵攻
2022年ロシアのウクライナ侵攻は2月24日に始まり、ロシア軍は少くとも2月28日までにマカリウに達した。2月28日の早朝、ウクライナ人はマカリウのロシア軍車列を攻撃した。その日の後になって、2人の市民（72歳の男性と68歳の女性）が、街外れの病院の近くのボフダン・フメリニツキー通りとOkruzhna通りとの交差点において、ロシアの歩兵戦闘車からの銃撃によって乗っていた自動車がバラバラに吹き飛ばされ、死亡した。
2022年3月2日、ウクライナ軍は、マカリウが第14独立機械化旅団と第95独立空中強襲旅団によってロシア軍から奪還された、と述べた。2022年3月7日、パン工場（Макарівський хлібозавод）への空爆において13人の市民が殺され、5人が救助された。3月9日、マカリウにおいて激しい戦闘が行われたこと、ウクライナ部隊がまだ街を支配していることが報告された。3月12日、街が北から爆撃を受け、アパート、学校、およびアドニス医療グループによって運営される医療施設が著しい損害を受けた、と報告された。3月15日、ウクライナ軍はロシアの攻撃を撃退した。
2022年3月22日、ウクライナ陸軍参謀本部は、マカリウがロシア軍から再奪還された、と発表した。参謀本部は「マカリウの街にはウクライナ国旗が掲げられている」と付け加えた。

## 画像集

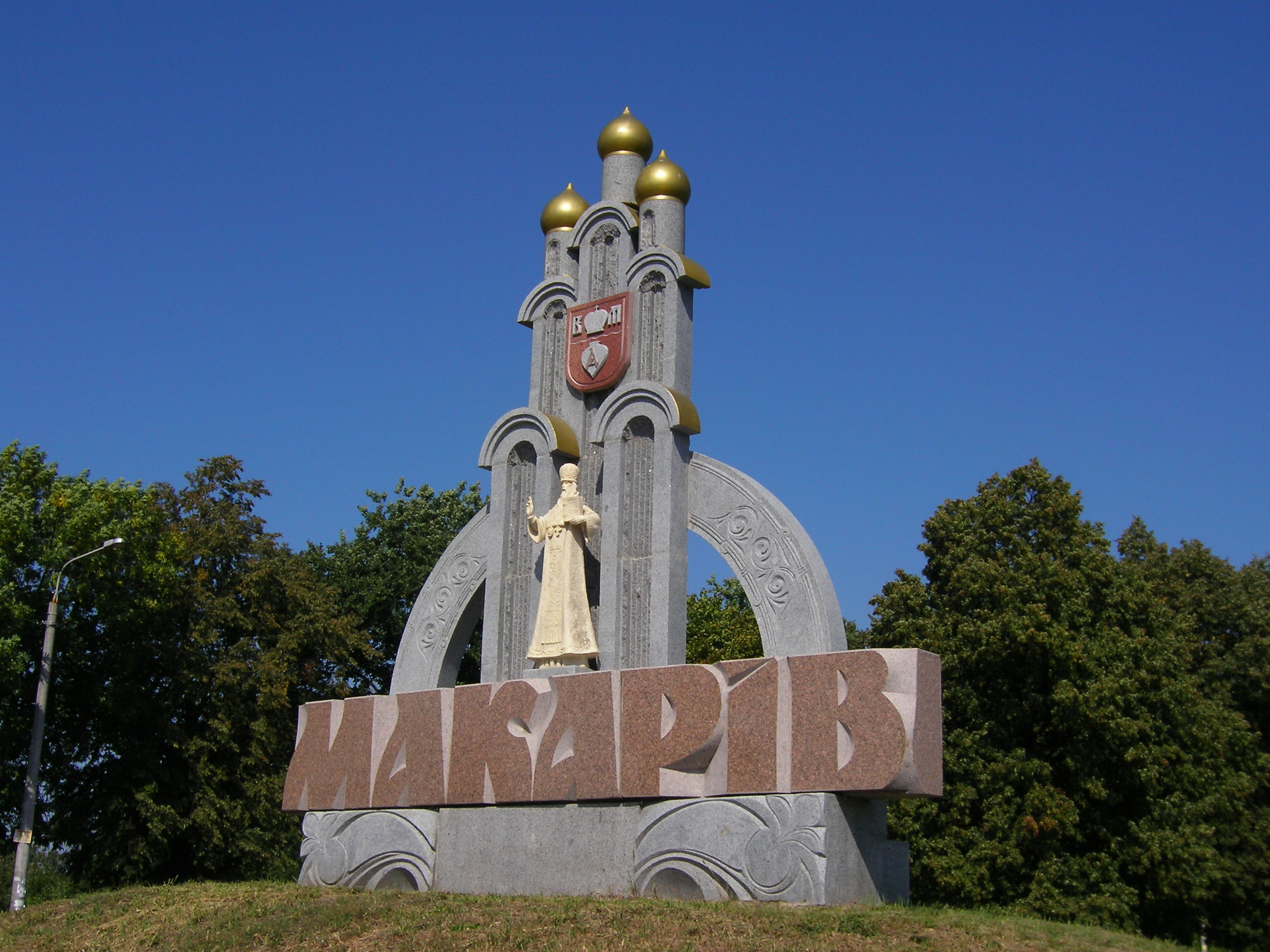
キーウ–チョプ自動車道の50キロメートル地点を示す道標
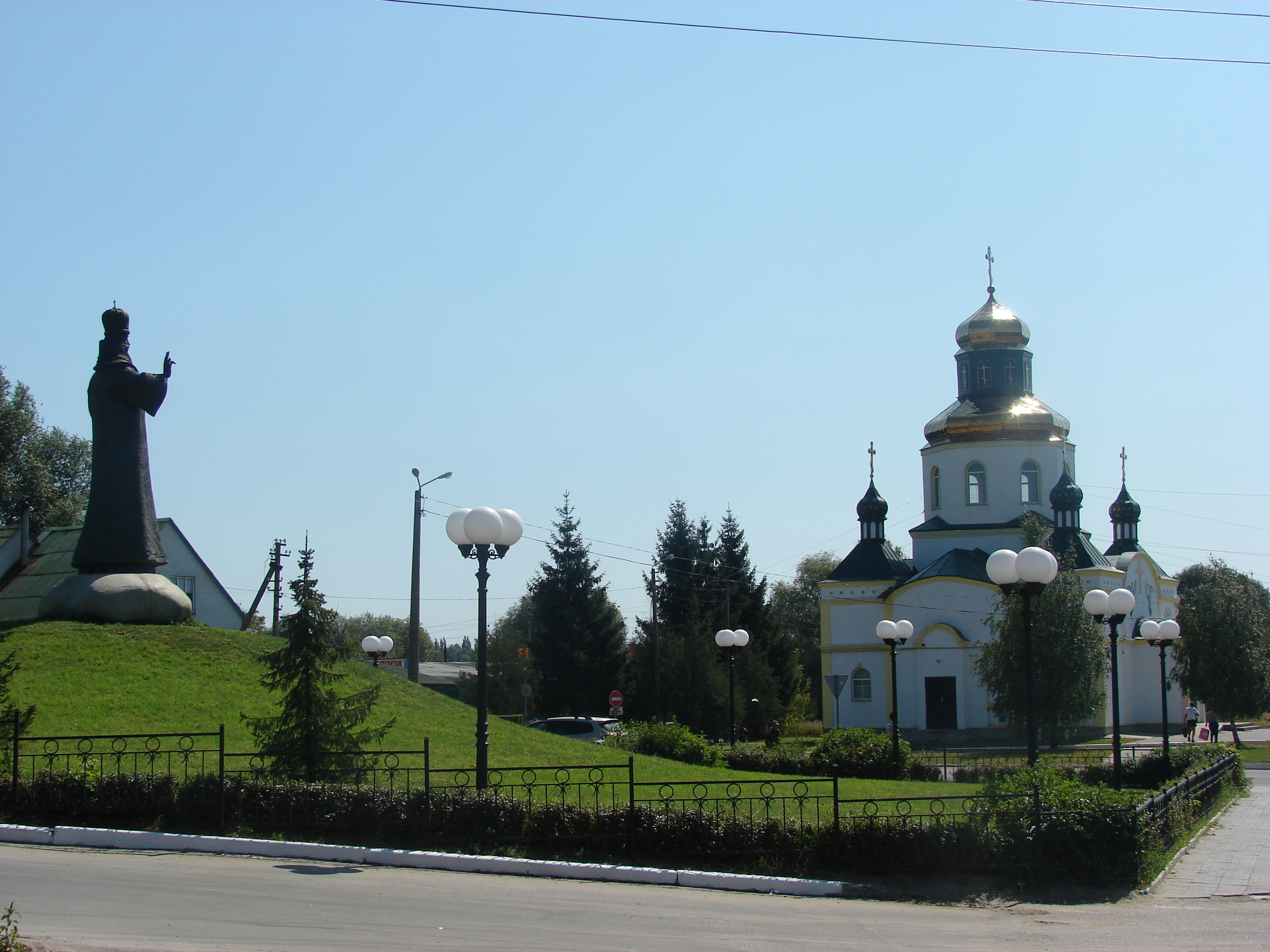
聖ディミトリー教会と記念碑
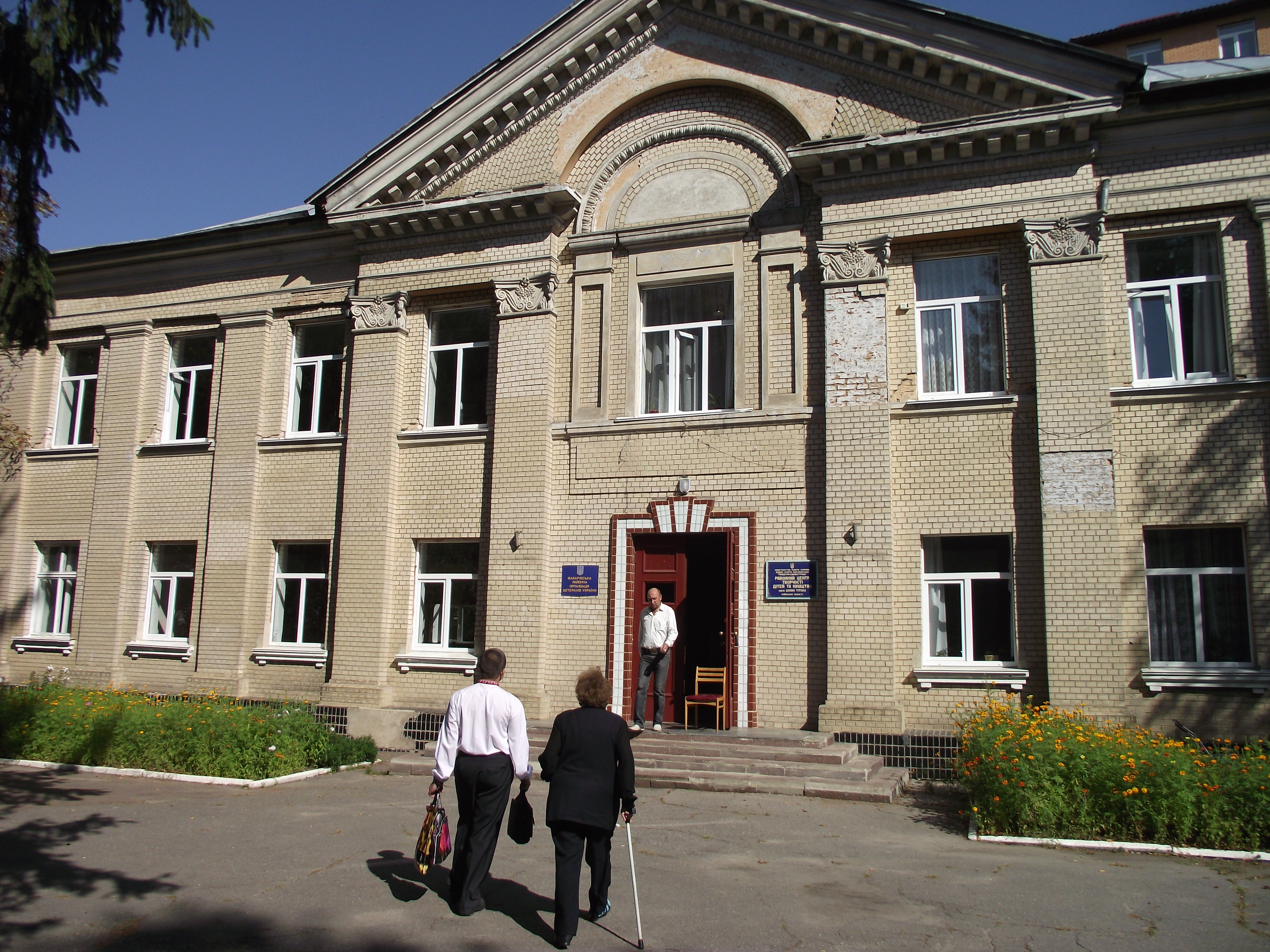
こども青年アートセンター
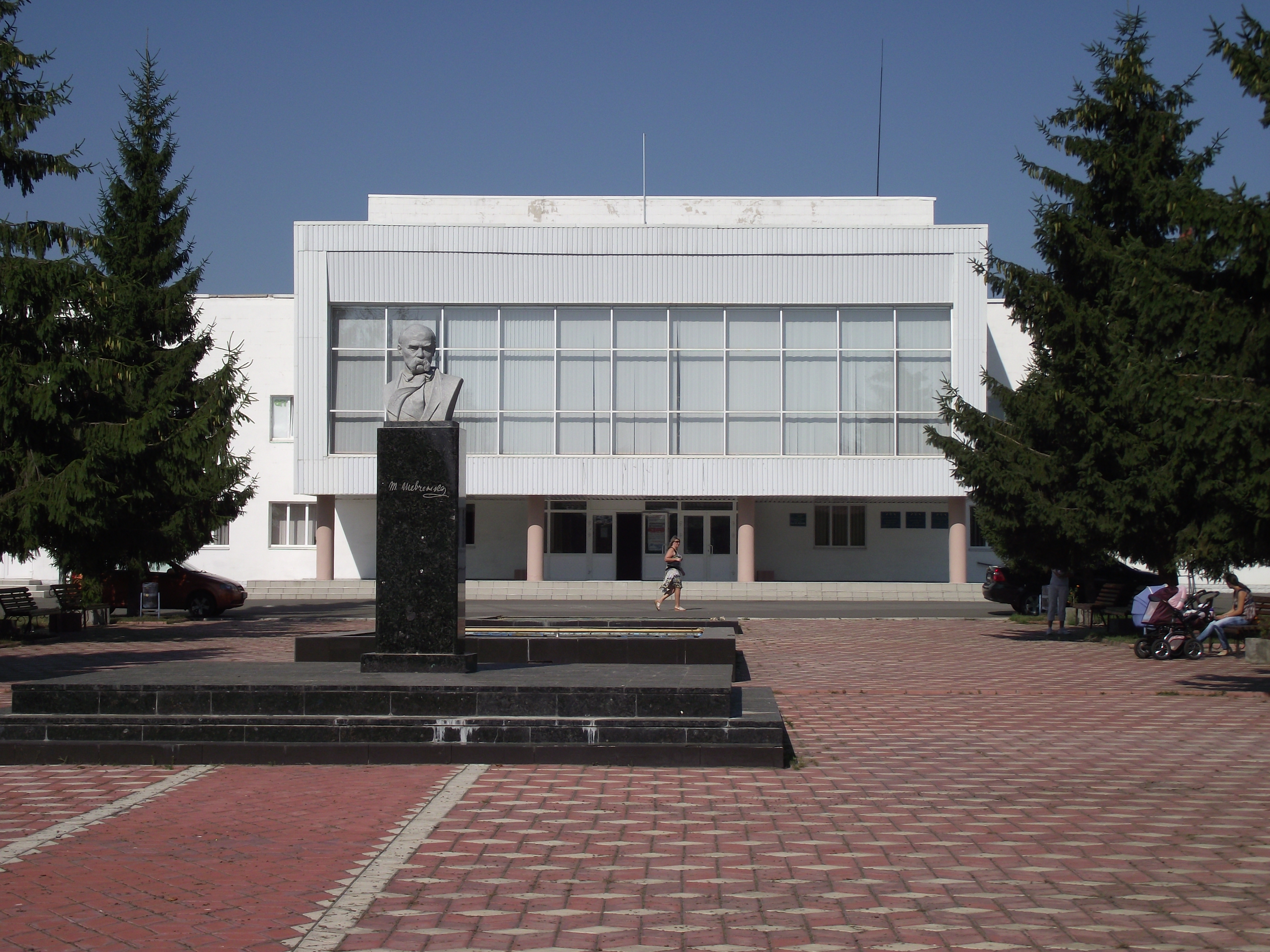
文化会館
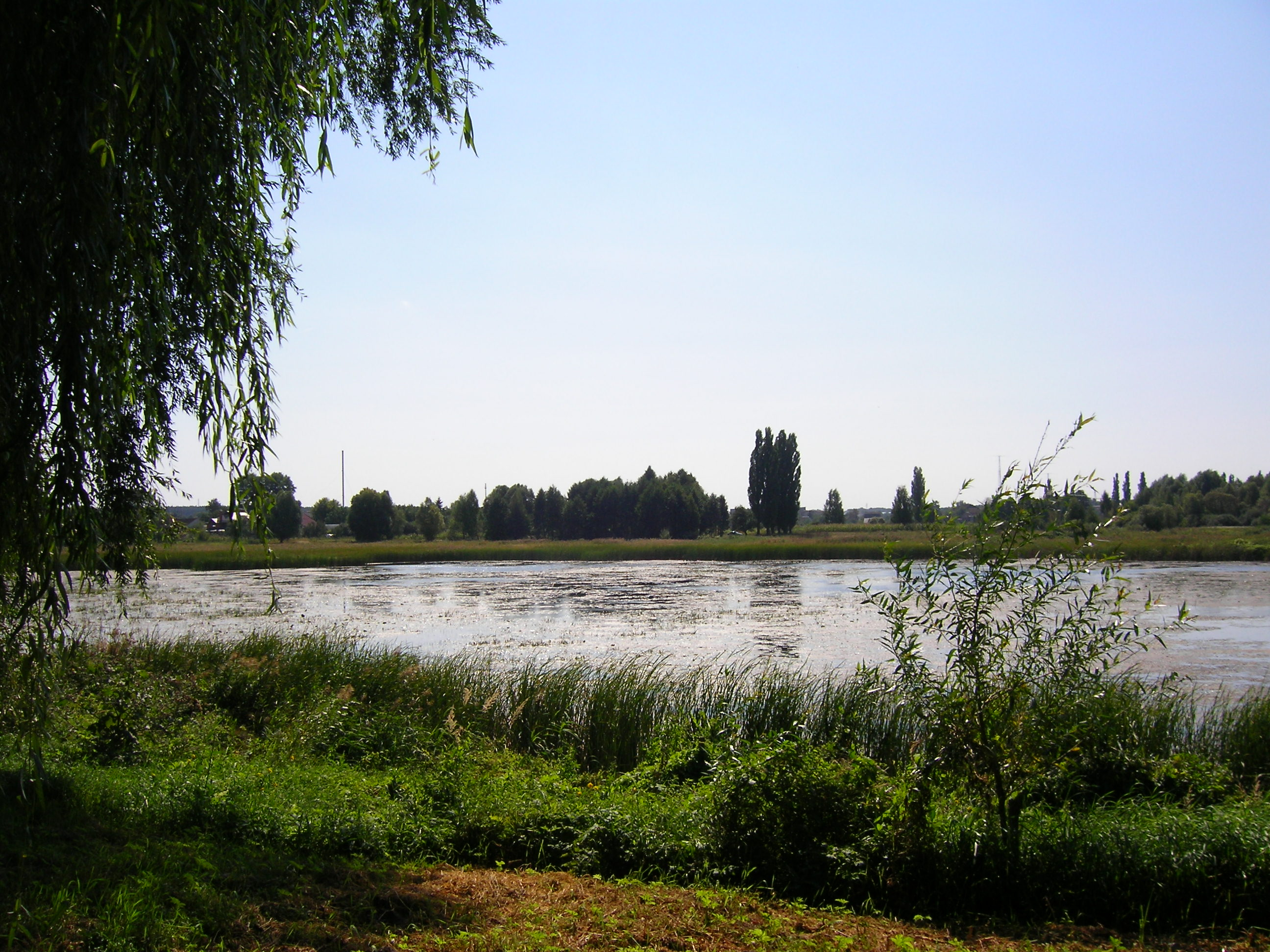
Zdvyzh川